# Pastores dabo vobis
Pastores dabo vobis je postsynodální apoštolská exhortace papeže Jana Pavla II. z roku 1992 s podtitulem: biskupům, kléru a věřícím o formaci kněží v moderním světě.
Papež dokument podepsal 25. března 1992, na slavnost Zvěstování Páně, ve čtrnáctém roce svého pontifikátu. Dokument je výsledkem práce synody, která se konala v Římě od 30. září do 28. října 1990 a jíž se zúčastnilo 238 synodálních otců. Tématem synody bylo Formování kněží v moderní době. Synoda analyzovala kněžskou formaci z hlediska pastorální teologie a zabývala se osobností kněze, diecézního i řeholního, v období počáteční formace a po vysvěcení.
Jan Pavel II. v dokumentu připomněl odpovědnost celé církve za povolání. Papež zdůraznil význam duchovně-náboženského rozměru, který by měl vycházet z pevných přirozených základů kněžské osobnosti. Spolu s modlitbou by mělo jít ruku v ruce studium církevního magisteria. Jedním z podrobněji diskutovaných témat je kněžský seminář – „kovárna“ správné kněžské formace.

## Hlavní témata
- Kněžská formace tváří v tvář výzvám konce druhého tisíciletí
- Povaha a poslání kněžství
- Duchovní život kněze
- Kněžské povolání v pastoraci církve
- Formace kandidátů kněžství
- Kněžská formace po vysvěcení